# Canal V La Serena-Coquimbo
Canal V La Serena-Coquimbo era un canal de televisión chileno, de carácter local, con sede en La Serena, capital de la Región de Coquimbo. Se ubicaba en la frecuencia UHF 3 de la cableoperadora VTR para La Serena y Coquimbo, aunque en los últimos meses también tuvo cobertura en la ciudad de Ovalle.

## Historia
Tras un concurso realizado por VTR en el verano de 2005 para definir a la productora que se adjudicaría el proyecto de TV local para La Serena y Coquimbo, se determinó que se haría un trabajo conjunto entre Thema Producciones (propietaria del antiguo Thema Televisión) y la productora audiovisual Rendermax. Estas dos productoras seguirían trabajando en conjunto luego del cambio de nombre de la televisora, pasando a ser CuartaVisión.

## Programas que emitió la señal
- Ve Noticias (noticias)
- Ve Deportes (deportes)
- Agenda Regional (conversación)
- Themas de Familia (conversación)
- Te Invito Un Café (conversación)
- Ficha Clínica (salud)
- Ve + Allá (documentales)
- Ve Turismo (turismo)
- Paracaídas (entretención)

- Datos: Q5746771